# Amadeovci
Amadeovci nebo Amadéovci byl významný uherský rod . Rody Amade a Marczalthöy pocházely z boční větve uherského velmožského rodu Guth-Keléd, která v arpádovskom období získala majetky v Zadunají a na Žitném ostrově. Přímým zakladatelem Amadeovců byl Lothard, syn Comesa Homodea, který získal panství Vrakúň a Bos (dnešní Gabčíkovo). Jeho potomci si začali psát po svém předkovi příjmení Omodej, Omodeffy, které se v pomoháčském období upravilo do tvaru Amade.

## Dějiny rodu
Ve středověku byli příslušníci rodu členy uherského královského Dračího řádu, o čemž svědčí drak obklopující jejich rodové znamení v erbu. V 16. století rod vyženil od Ňáriovcú podíly na panství hradu Branč a panstvích Slovenské Pravno a Sučany v Turci. Amadeovci se uplatňovali zejména jako podžupani Bratislavské stolice. Společensky rod pozvedl Leonard († 1647), uherský vicepalatín a zemský pokladník, který získal baronský titul (1622). Jeho potomci byli později povýšeni i do hraběcího stavu (1782), avšak rod zakrátko v roce 1845 vymřel. Majetky na Žitném ostrově po ženské linii vyženil rod Űchtritz-Amade, který je držel až do konfiskace v roce 1945. Z významných členů rodu třeba zmínit Jána († 1656 ), kapitána Žitného ostrova, Františka († 1823), císařského komorníka a palatína predialistov, Tadeáše ( 1782 – 1845), hudebního skladatele. Amadeovci vymřeli po meči 1845 Tadeášem ml. Sňatkem Dominiky Amadeovej (* 1810 – † 1875) a Emila Üchtritza (* 1808 – † 1886) rod pokračoval jako Üchtritz-Amadé.

## Známí příslušníci rodu
Mezi nejvýznamnější členy rodu patřili:
- Mikuláš Amadé, kapitán pevnosti Csesznek během panování Jana Zápolského v 16. století.
- Štefan Amadé, zemský soudce .
- Peter Amadé, kapitán hradu Visegrád, v roce 1544 byl nucen předat pevnost Turkům.
- Michal Amadé (* 1535 - † 1574), podžupan.
- Michal Amadé mladší (* 1565 - † 1604), podzupan, syn Michal Amadé st.
- Leonard Amadé (* 1589 - † 1647), baron, v roce 1628 Ferdinand II. ho povýšil na vicepalatína Uherska, královský pokladník .
- Antal Amadé (* 1589 - † 1627), spisovatel.
- Ladislav Amadé (* 1703 - † 1764), básník, kapitán husarů
- Tadeáš Amadé starší (* 1724 - † 1807), hrabě, císařský cen.
- Antal Amadé mladší (* 1760 - † 1835), spisovatel, komorník, cen krále, podzupan.
- Tadeáš Amadé (* 1784 - † 1845), tajný cen, klavírista, hudební mistr (dvorní hudebník), vnuk Tadeáše, který byl po smrti posledním mužským členům rodiny.

## Galerie

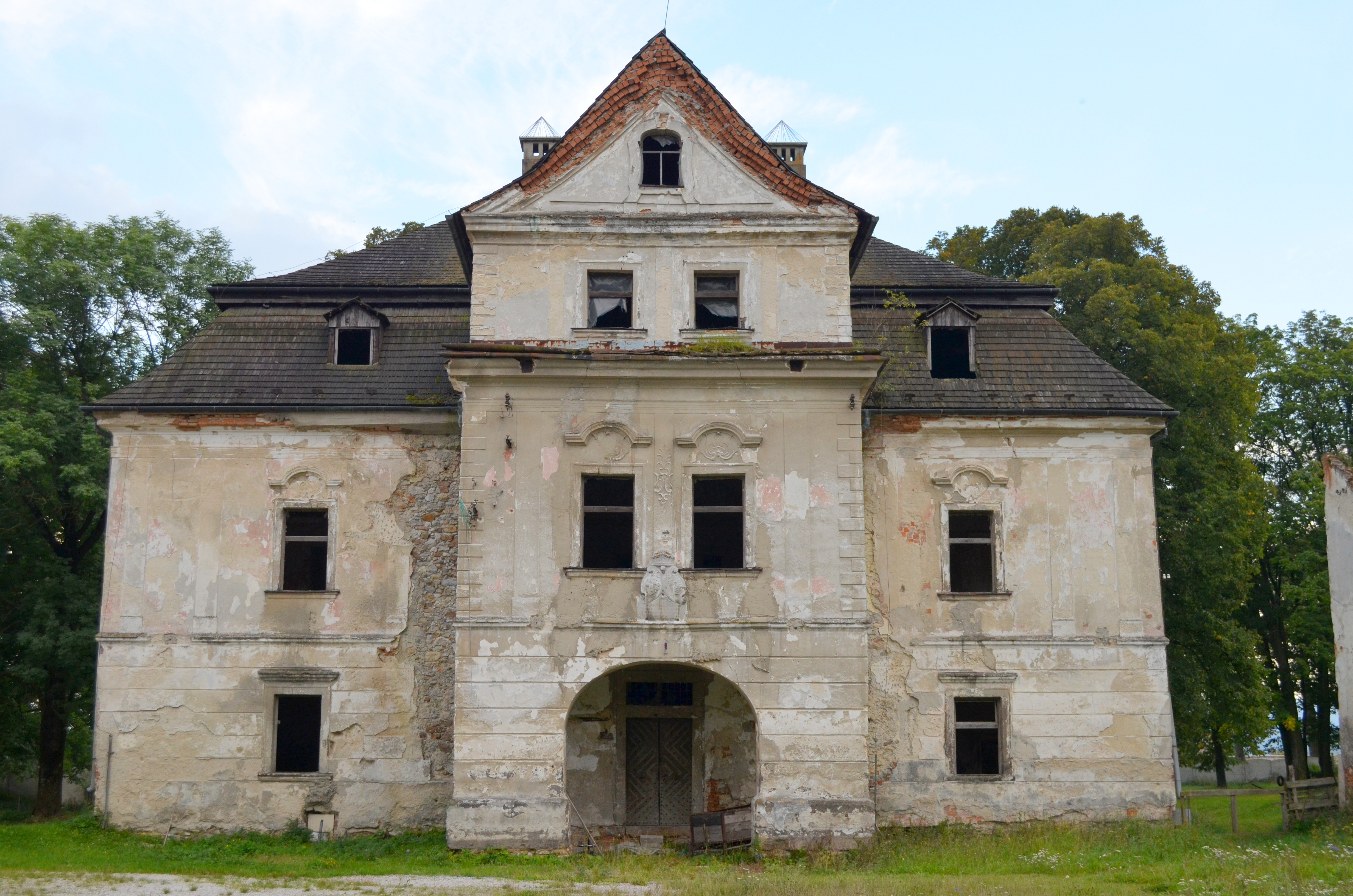
Rokokový zámeček z roku 1754 postaven místním zemanským rodem Prónayovcov na renesančních základech starší kurie z roku 1630 patřící rodu Amadeovcov
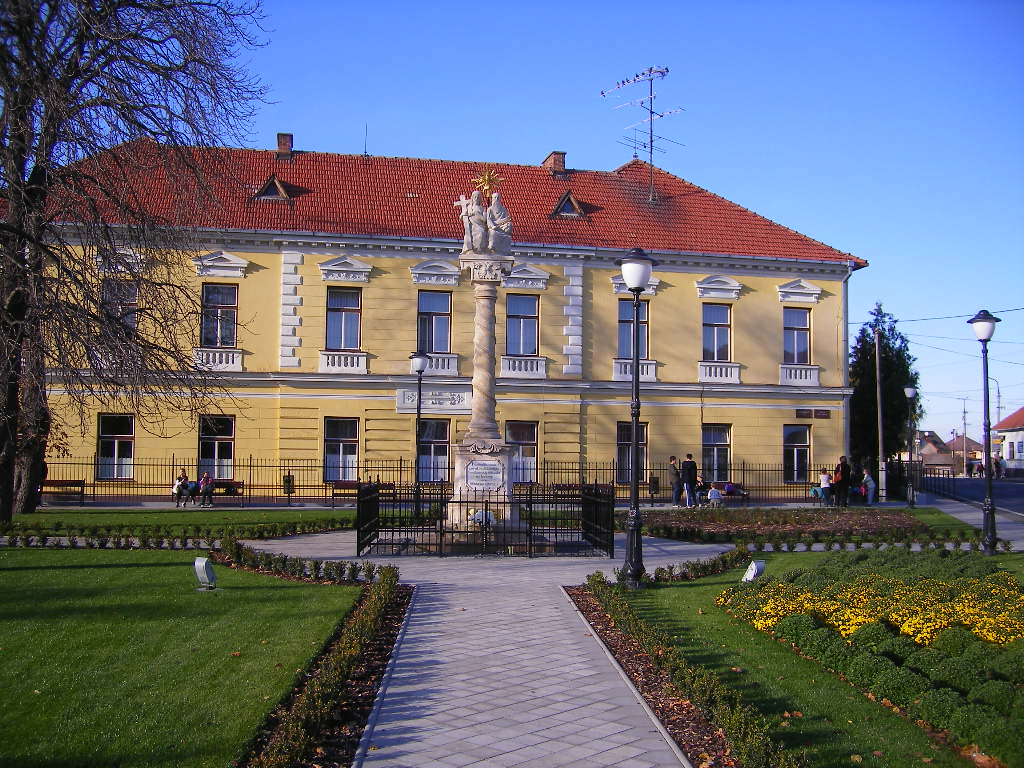
Amadeovský zámeček v Gabčíkovo
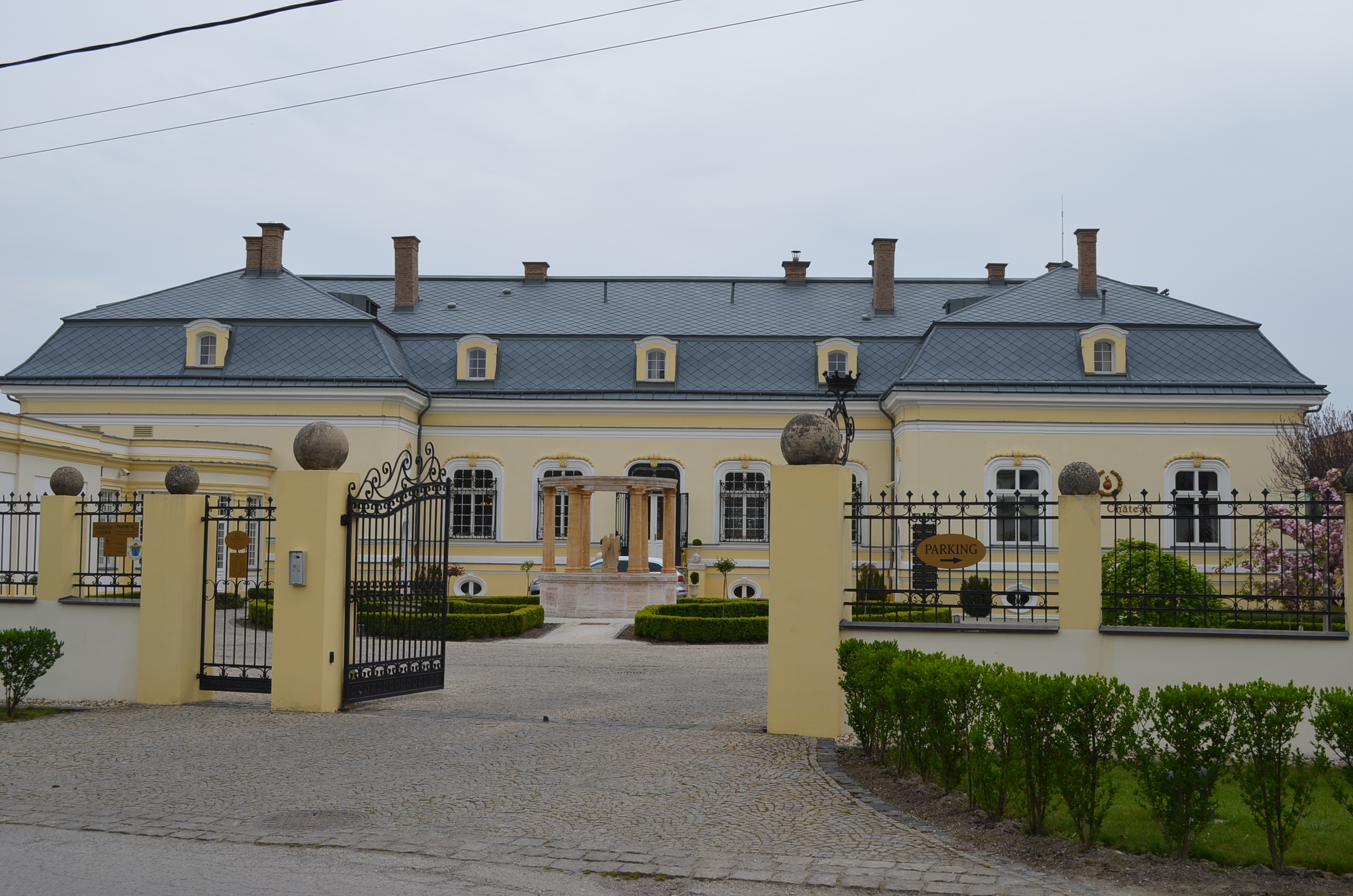
Zámeček Amadeovcov ve Vrakúň